# اچ‌دی‌ام‌اس هیلپرن
اچ‌دی‌ام‌اس هیلپرن (به انگلیسی: HDMS Hielperen) یک کشتی است.